# Іванов Микола Миколайович (тенісист)
Микола Миколайович Іванов (нар. 31 травня 1901 - пом. 11 червня 1974) — російський і радянський тенісист, тренер з тенісу. Заслужений майстер спорту СРСР.

## Біография
Народився в 1901 році. Родом з селища Мамонтівка, що під Москвою. У теніс почав грати у віці п'ятнадцяти років. У 1918 році здобув перемогу в першості Мамонтівки в одиночному розряді, після чого став регулярно виступати на московських змаганнях. У 1920-х роках виступав в ДЗГ «Динамо». Чемпіон СРСР в парному (1927) і фіналіст в одиночному (1925) розрядах. Чемпіон РРФСР в парі (1927) .
У складі команди Москви: переможець командних чемпіонатів РРФСР (1927-28) і Всесоюзної спартакіади (1928). Переможець командних чемпіонатів Москви (1925-27) в складі команди «Динамо». Чемпіон Москви в одиночному (1930, 1932), парному (1924, 1926) і змішаному (1927) розрядах; фіналіст в одиночному (1924, 1927-28) і парному (1928) розрядах. Учасник матчів Москва - Харків (1927-28), «Динамо» (Москва) - «Динамо» (Ленінград; 1928), Москва - Ленінград. Входив до десятки найсильніших тенісистів СРСР (1927-33; найкраще місце - друга, 1930). В один час вважався одним з кращих парних гравців країни. У 1946 році був удостоєний почесного звання «Заслужений майстер спорту СРСР» .
Був першим тренером С. Беліц-Геймана, Н. Грінгаут, А. Гуляєва, Н. Теплякової і інших видатних тенісистів .
Виступав в якості спортивного арбітра. Суддя всесоюзної категорії (1947). Був одним з укладачів Класифікації найсильніших тенісистів СРСР (1940-ті - 70-ті рр.) .
Чоловік відомої тенісистки Ніни Теплякової, яка з його подачі і стала займатися тенісом під його керівництвом .